# Petsjorabaai
De Petsjorabaai (Russisch: Печорская губа; Petsjorskaja goeba) is een baai in het noorden van het Russische autonome district Nenetsië (oblast Archangelsk) aan de Petsjorazee (onderdeel van de Barentszzee) en vormt de delta van de Petsjora. De baai is ongeveer 100 kilometer lang met een breedte tussen de 40 en 120 kilometer. De baai is maximaal 6 meter diep. Van oktober tot juni is de baai bedekt met ijs. Onder andere de witte dolfijn en de zeehond komen er voor.